# Muntanyes de Rodna

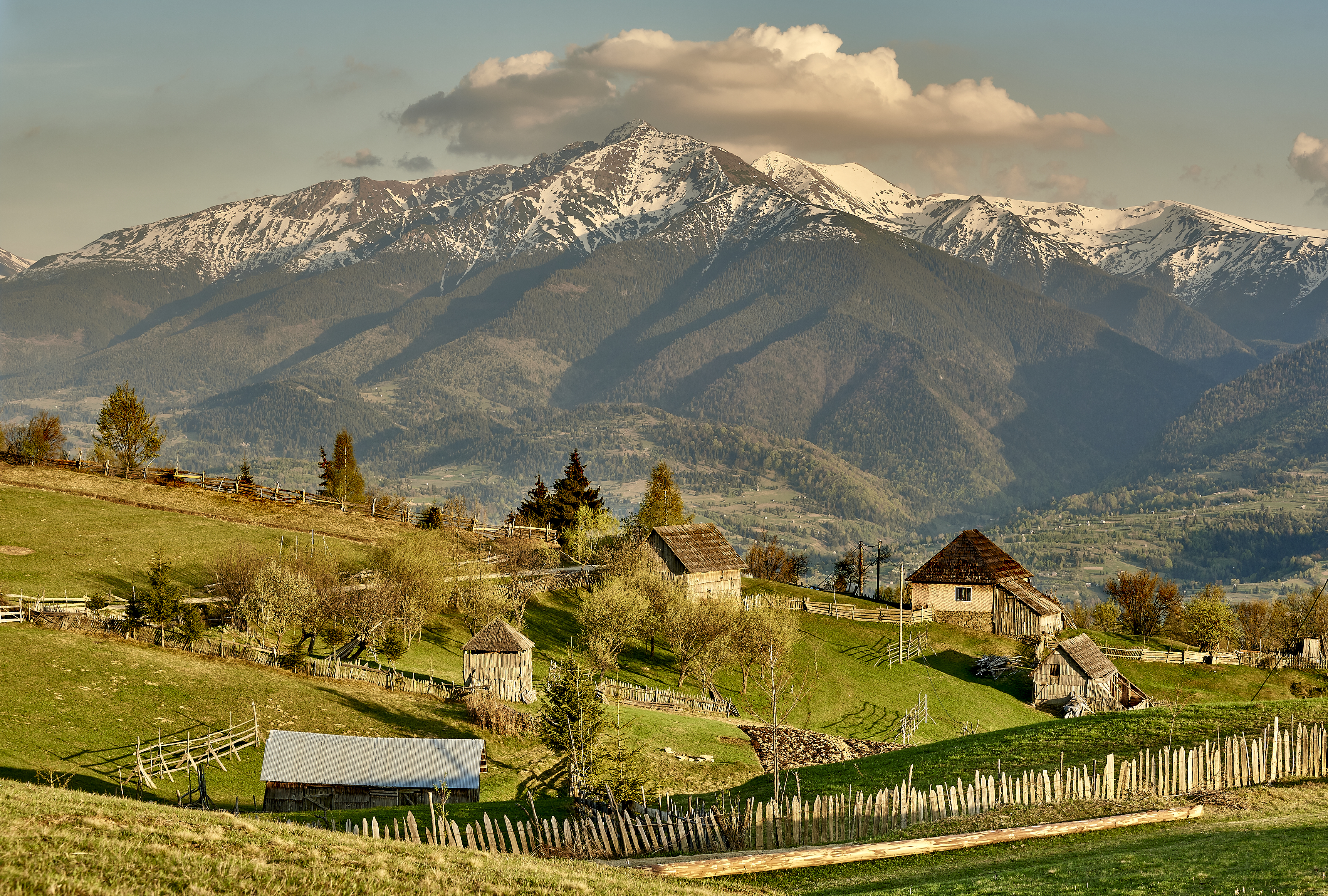
Muntanyes de Rodna

Muntanyes de Rodna (en romanès: Munţii Rodnei, en hongarès: Radnai-havasok) són una subdivisió dels Carpats de l’Interior Oriental al nord de Romania. El nom prové del proper poble de Rodna Veche.
Les muntanyes de Rodna tenen una de les crestes contínues més llargues de Romania, amb més de 50 km d’oest a est. Els dos punts més alts són els cims Pietrosul Rodnei i Ineu, que mesuren 2.303 i 2.279 metres respectivament. Les muntanyes són les més adequades per practicar senderisme a l'estiu i esquiar a l’hivern, i són especialment famoses per tenir neu a finals d’estiu (l'esquí és possible fins ben entrat el juny, de vegades fins i tot el juliol).
Tot i que la cresta en si no presenta cap dificultat, el repte és la seva longitud massiva i l’absència d’aigua potable (excepte alguns bassals que solen estar secs). Una caminada completa per la carena principal de Rodnei triga entre 3 i 5 dies, segons el clima i la resistència de l'excursionista.

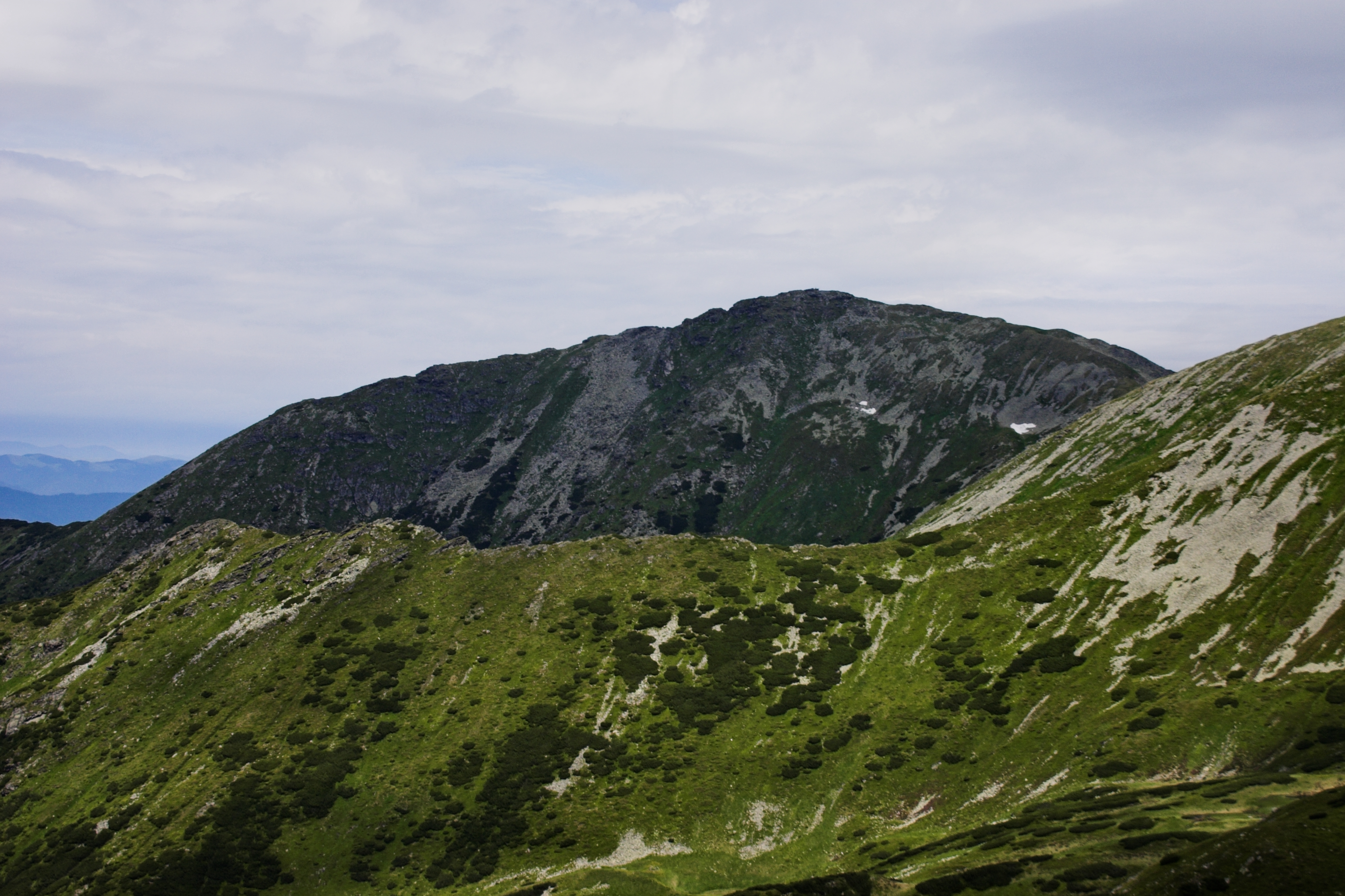
Pic Pietrosul Rodnei (2.303 m)

El massís té algunes coves, entre les quals destaca "Izvorul Tăuşoarelor", la cova més profunda de Romania, que arriba a uns 479 metres sota la superfície i "Jgheabul lui Zalion", de 242 metres de profunditat.

## Ubicació
Les muntanyes de Rodna es troben a la regió de Maramureș, al nord de Romania, a prop de la frontera entre Romania i Ucraïna. Al nord es troba la ciutat de Borșa i el poble Moisei. A l’oest el massís acaba al coll de Șetref (817 m); a l'est, els límits són el pas Prislop (1.416 m) i el pas Rotunda (1.271 m); a sud es troben els pobles Rodna, Sant, Maieru i Aniés. El riu Someșul Mare té la seva font a les muntanyes de Rodna.
La carena principal de les muntanyes de Rodna constitueix la frontera natural entre els comtats de Bistrița-Năsăud i Maramureș.

## Accés
Els punts d’accés a la muntanya més utilitzats són:
- Pas de Șetref, amb cotxe o tren, des de l'estació de tren Dealu Ștefăniței.
- La ciutat de Borșa, amb cotxe o autobús; des del centre de la ciutat hi ha un camí cap a l'estació meteorològica Iezer i el llac.
- Estació d’esquí de Borșa, amb cotxe o autobús; l'accés es fa des de la part superior de la pista d'esquí, directament a la carena principal de "Șaua Gărgălău".
- Prislop Pass, amb cotxe; des del coll hi ha un camí marcat que es troba amb el de la part superior de la pista d’esquí, que condueix també a "Șaua Gărgălău".
- El poble de Rodna Veche, amb tren o cotxe; des del poble hi ha dos camins senyalitzats que porten a la carena principal, un d’ells directament al pic Ineu.

## Allotjament
Hi ha algunes estacions a la base de la muntanya, sobretot l'estació d’esquí de Borșa, amb alguns hotels i moltes cases d’hostes de propietat privada, i també la nova estació "Valea Blaznei", acabada el 2007, a prop del poble Sant. Conté dos llocs destacats per allotjar-se, "Cabana Vio" a 1.100 m (6,5 m) km del poble de Sant), i una mica més amunt, "Cabana Diana" a 1.240 m, que és un refugi de muntanya. A la carena no hi ha cap allotjament, de manera que els turistes haurien de portar tendes de campanya.

## Reserva natural
Tota la muntanya de Rodna està inclosa al parc nacional i reserva de la biosfera de Rodna. Es tracta d’un 567 reserva de km² als Carpats orientals amb ossos bruns, linx, llops grisos, gall fer negre i àguiles.